# Bizz
BIZZ – model słuchawki Bluetooth francuskiej marki Bluetrek, należącej do ModeLabs Technologies Ltd. BIZZ jest pierwszą słuchawką Bluetooth wyposażoną w czytnik kart pamięci microSD i MicroSDHC. Oficjalna prezentacja słuchawki odbyła się na targach CeBIT 2008 w Hanowerze.

## Specyfikacja techniczna
- Czas rozmów: do 6 godzin
- Czas oczekiwania: do 10 dni
- Bateria: litowo-polimerowa
- Wymiar: 52 mm (długość) x 20,5 mm (szerokość) x 11,5 mm (grubość)
- Waga: 10,3 g
- Wersja Bluetooth: V2.0+EDR
- Zasięg: do 10 metrów
- Interface: USB 2.0/1.1
- Kompatybilne z kartami pamięci MicroSD i MicroSDHC do 8 GB
- Kompatybilna ze wszystkimi urządzeniami Bluetooth obsługującymi profili Headset i / lub Hands-free

## Funkcje
- Włączanie/wyłączanie
- Wybieranie połączeń (głosowe wybieranie połączeń)
- Parowanie (w profilu Headset i Hands-free)
- Odbieranie przychodzących połączeń, kończenie aktywnych połączeń
- Ponowne wybieranie ostatniego numeru
- Odrzucanie połączeń
- Połączenia oczekujące
- Wyciszanie mikrofonu
- Przekierowanie rozmów między telefonem na słuchawką
- Pierwsza słuchawka Bluetooth z czytnikiem kart MicroSD i MicroSDHC
- Pod zdejmowaną obudową konektor USB
- Możliwość ładowania od USB
- 2 wymienne pałąki o różnych rozmiarach
- Można nosić słuchawkę bez pałąka
- Słuchawka idealnie trzyma się w uchu dzięki 4 o różnych rozmiarach Ergobud®
- Dwukolorowa dioda sygnalizująca o stanie ładowania, wyczerpaniu baterii, trybie stand-by oraz komunikacji z telefonem
- Zaprogramowany sygnał dźwiękowy sygnalizujący wyczerpanie akumulatora, włączenie i włączenie słuchawki, parowanie, regulację głośności, aktywacji połączeń głosowych, ponownego połączenia z telefonem, rozmowy oczekującej itd.
- Karta pamięci po włożeniu do słuchawki zamienia jedynie urządzenie w pamięć USB. Nie jest możliwe słuchanie muzyki zapisanej na karcie pamięci na przykład w formie plików MP3 ani zapisywanie na niej treści rozmów.

## Inne produkty marki Bluetrek
Sense, Sugar, Mini, X2, Skin, Tattoo, E2, Surface Sound Compact